# Sackets Harbor
Sackets Harbor és una població dels Estats Units a l'estat de Nova York. Segons el cens del 2000 tenia 1.386 habitants.

## Demografia
Segons el cens del 2000, Sackets Harbor tenia 1.386 habitants, 653 habitatges, i 370 famílies. La densitat de població era de 234,7 habitants per km².
Dels 653 habitatges en un 23,1% hi vivien nens de menys de 18 anys, en un 45,2% hi vivien parelles casades, en un 8,4% dones solteres, i en un 43,3% no eren unitats familiars. En el 35,1% dels habitatges hi vivien persones soles el 9% de les quals corresponia a persones de 65 anys o més que vivien soles. El nombre mitjà de persones vivint en cada habitatge era de 2,11 i el nombre mitjà de persones que vivien en cada família era de 2,72.
Per edats la població es repartia de la següent manera: un 18,8% tenia menys de 18 anys, un 11% entre 18 i 24, un 37,7% entre 25 i 44, un 21,7% de 45 a 60 i un 10,9% 65 anys o més.
L'edat mediana era de 34 anys. Per cada 100 dones de 18 o més anys hi havia 113,3 homes.
La renda mediana per habitatge era de 42.629 $ i la renda mediana per família de 51.397 $. Els homes tenien una renda mediana de 33.696 $ mentre que les dones 26.917 $. La renda per capita de la població era de 23.269 $. Entorn del 5,8% de les famílies i el 7,8% de la població estaven per davall del llindar de pobresa.